# Nikołaj Monkiewic
Nikołaj Awgustowicz Monkiewic (ros. Николай Августович Монкевиц; ur. 10 listopada?/22 listopada 1869, zm. 1926?) – rosyjski generał porucznik Sztabu Generalnego od 16 października 1916.

## Życiorys
Ukończył II Korpus Kadecki, I Pawłowską Szkołę Wojskową, Nikołajewską Akademię Sztabu Generalnego jako jeden z przodujących. 
Był zastępcą starszego adiutanta sztabu Warszawskiego Okręgu Wojskowego (11 marca 1897 – 1899), zastępcą redaktora „Warszawskiego Wojennego Żurnała”, oddelegowany do Litewskiego Pułku Lejbgwardii, gdzie dowodził kompanią, pełniącym obowiązki sztab-oficera do specjalnych poruczeń przy sztabie 1 Korpusu Kawaleryjskiego, starszym adiutantem sztabu Warszawskiego Okręgu Wojskowego (01 kwietnia 1901 – 16 lipca 1904), redaktorem „Warszawskiego Wojennego Żurnała”, oddelegowany do Lejb-Gwardyjskiego Pułku Litewskiego, gdzie dowodził batalionem, szef sztabu 1 Okręgu Samodzielnego Korpusu Straży Pogranicznej w Petersburgu, zarządzającym kancelarią Zarządu Szefa Komunikatów Wojskowych 3 Armii Mandżurskiej. 
Wyznaczony do zajęć w 7 Oddziale, wyznaczony sekretarzem Zarządu Generał-Kwatermistrzostwa Sztabu Generalnego do części II Ober-Kwatermistrzostwa (wywiad wojskowy, 1 maja 1906 – 5 marca 1908).
Sekretarz 5 sekretariatu części 1 Ober-Kwatermistrzostwa Zarządu Generał-Kwatermistrzostwa Głównego Zarządu Sztabu Generalnego (5 marca 1908 – 22 października 1910). Zastępca I ober-kwatermistrza Głównego Zarządu Sztabu Generalnego (22 października 1910 – 1 czerwca 1914), z powierzeniem obowiązków bezpośredniego nadzoru nad wojskowym sekretariatem statystycznym części I ober-kwatermistrzostwa i specjalnym sekretariatem Głównego Zarządu Sztabu Generalnego (31 października 1910).
Pierwszy ober-kwatermistrz Sztabu Generalnego (1 czerwca 1914), czasowo pełniący obowiązki generał-kwatermistrza Głównego Zarządu Sztabu Generalnego (21 czerwca 1914 – 2 lipca 1914).
Szef sztabu 30 Korpusu Armijnego, dowódca 71 Dywizji Piechoty (5 stycznia – 21 września 1916), pełniący obowiązki szefa sztabu 47 Samodzielnego Korpusu (21 września 1916 – maj 1917), szef sztabu 4 Armii (od maja 1917). W związku z odrzuceniem wniosku Rady Delegatów Żołnierskich aby dowodzić 4 Armią 1 grudnia 1917 został zwolniony z zajmowanego stanowiska. Od grudnia 1917 do czerwca 1918 w dyspozycji byłego dowodzącego Frontem Rumuńskim gen. Dmitrija Szczerbaczowa, próbuje przeciwstawiać się grabieżom na froncie dokonywanym przez rząd ukraiński Rady Centralnej i przez wojska niemieckie. 
W czerwcu 1918 emigrował do Francji. Był autorem książki „Decomposition de l’armee russe”, wydanej w Paryżu, w której opisuje upadek starej armii rosyjskiej od lutego 1917. Był przedstawicielem Antona Denikina w Paryżu (1919–1920). Latem 1926 został zwolniony z Rosyjskiego Związku Ogólnowojskowego.
W listopadzie 1926 zastrzelił się w Paryżu. W kręgach białogwardyjskich krążyła plotka, że jako agent Zjednoczonego Państwowego Zarządu Politycznego (ros. OGPU) symulował samobójstwo aby ukryć ucieczkę do Związku Radzieckiego.